# Kang Je-gyu
Dans ce nom coréen, le nom de famille, Kang, précède le nom personnel.
Kang Je-gyu, né le 23 décembre 1962 à Changwon en Corée du Sud, est un réalisateur sud-coréen.

## Biographie
Kang Je-Gyu suit des études à l’université de ChungAng de 1981 à 1984. Il commence sa carrière en tant que scénariste et réalisateur assistant puis il réalise son premier film Gingko Bed en 1996. C’est avec son deuxième film Shiri qu’il devient très connu du grand public, battant des records au box-office sud-coréen. Il fonde sa propre société de production de film.
Il tente de se faire produire à Hollywood mais les complications pour faire accepter son scenario le poussent à abandonner. De retour en Corée du Sud, il réalise Far Away : Les Soldats de l'espoir.

## Filmographie
- 1996 : Gingko Bed (은행나무 침대, Eunhaengnamoo chimdae)
- 1999 : Nom de code : Shiri (쉬리, Swiri)
- 2004 : Frères de sang (태극기 휘날리며, Taegeukgi hwinallimyeo)
- 2011 : Far Away : Les Soldats de l'espoir (마이 웨이, Mai Wei)
- 2014 : Beautiful 2014  - segment Awaiting (민우씨 오는날, Minwussi oneunnal)
- 2015 : Salut d'Amour (장수상회, Jang-su sanghwae)